# Jovte, Peatîhatkî
Jovte (în ucraineană Жовте) este o comună în raionul Peatîhatkî, regiunea Dnipropetrovsk, Ucraina, formată numai din satul de reședință.

## Demografie
Componența lingvistică a satului Jovte
     Ucraineană (94,03%)
     Rusă (4,42%)
     Alte limbi (0,68%)
Conform recensământului din 2001, majoritatea populației satului Jovte era vorbitoare de ucraineană (94,03%), existând în minoritate și vorbitori de rusă (4,42%).